# ミルサド・ヒビッチ
ミルサド・ヒビッチ（Mirsad Hibić、1973年10月11日 - ）は、ボスニア・ヘルツェゴビナ（旧ユーゴスラビア）・ゼニツァ出身の元同国代表サッカー選手。現役時代のポジションはDF。

## 経歴

### クラブ
1989-90シーズン、当時ユーゴスラビア・ドルガ・リーガに所属していたNKチェリク・ゼニツァでプロデビュー。
1996年、HNKハイドゥク・スプリトを経てセビージャFCに加入した。加入1シーズン目はリーグ戦の出場が9試合にとどまり、クラブもセグンダ・ディビシオンへと降格した。セグンダでは2シーズンでリーグ戦57試合に出場し、2シーズン目にプリメーラ・ディビシオン復帰を達成した。しかし、復帰したシーズンに再びセグンダ降格を味わった。
2000年夏にアトレティコ・マドリードに移籍すると、2003年までの3年間で公式戦100試合に出場し、5得点を記録した。

### 代表
1996年4月24日、アルバニア代表との親善試合でボスニア・ヘルツェゴビナ代表初キャップを踏んだ。同代表として36試合に出場したが、メジャー大会出場は叶わなかった。

## 個人成績
- スペイン通算 - 202試合7得点[2]
  - プリメーラ・ディビシオン - 67試合1得点
  - セグンダ・ディビシオン - 119試合6得点

## タイトル
セビージャFC
- セグンダ・ディビシオン : 1回 (2001-02)